# Рема механізм
Механі́зм Ре́ма — ідея в шаховій композиції багатоходового жанру. Суть ідеї — послідовна дворазова гра батареї в одному і тому ж варіанті, причому з однією чи різними відкриваючими батарею фігурами, які грають на різні поля, але фігура, яку відкривають повинна бути в обох батареях одна і та ж.

## Історія
Ідею запропонував у 1961 році німецький шаховий композитор Ганс Петер Рем (28.11.1942).
Для досягнення мети в рішенні задачі в одному і тому ж варіанті грає двічі одна і та ж батарея за участі однієї і тієї ж фігури, яку відкривають, а відкриваючі батарею фігури можуть бути різні або одна і та ж фігура але ходять вони на різні поля.
Ідея дістала назву — механізм Рема. Гансу Рему належить відкриття ідеї, яка має назву — тема Рема.
|   | a | b | c | d | e | f | g | h |   |
| 8 | a8 чорний слон · c8 білий кінь · e8 чорна тура · f8 чорний слон · d7 чорний пішак · a6 чорна тура · h6 чорний пішак · c5 білий пішак · d5 чорний пішак · f5 чорний пішак · h5 білий король · d4 білий пішак · e4 чорний король · c3 білий пішак · d3 білий кінь · f3 чорний пішак · c2 білий слон · f2 білий пішак | a8 чорний слон · c8 білий кінь · e8 чорна тура · f8 чорний слон · d7 чорний пішак · a6 чорна тура · h6 чорний пішак · c5 білий пішак · d5 чорний пішак · f5 чорний пішак · h5 білий король · d4 білий пішак · e4 чорний король · c3 білий пішак · d3 білий кінь · f3 чорний пішак · c2 білий слон · f2 білий пішак | a8 чорний слон · c8 білий кінь · e8 чорна тура · f8 чорний слон · d7 чорний пішак · a6 чорна тура · h6 чорний пішак · c5 білий пішак · d5 чорний пішак · f5 чорний пішак · h5 білий король · d4 білий пішак · e4 чорний король · c3 білий пішак · d3 білий кінь · f3 чорний пішак · c2 білий слон · f2 білий пішак | a8 чорний слон · c8 білий кінь · e8 чорна тура · f8 чорний слон · d7 чорний пішак · a6 чорна тура · h6 чорний пішак · c5 білий пішак · d5 чорний пішак · f5 чорний пішак · h5 білий король · d4 білий пішак · e4 чорний король · c3 білий пішак · d3 білий кінь · f3 чорний пішак · c2 білий слон · f2 білий пішак | a8 чорний слон · c8 білий кінь · e8 чорна тура · f8 чорний слон · d7 чорний пішак · a6 чорна тура · h6 чорний пішак · c5 білий пішак · d5 чорний пішак · f5 чорний пішак · h5 білий король · d4 білий пішак · e4 чорний король · c3 білий пішак · d3 білий кінь · f3 чорний пішак · c2 білий слон · f2 білий пішак | a8 чорний слон · c8 білий кінь · e8 чорна тура · f8 чорний слон · d7 чорний пішак · a6 чорна тура · h6 чорний пішак · c5 білий пішак · d5 чорний пішак · f5 чорний пішак · h5 білий король · d4 білий пішак · e4 чорний король · c3 білий пішак · d3 білий кінь · f3 чорний пішак · c2 білий слон · f2 білий пішак | a8 чорний слон · c8 білий кінь · e8 чорна тура · f8 чорний слон · d7 чорний пішак · a6 чорна тура · h6 чорний пішак · c5 білий пішак · d5 чорний пішак · f5 чорний пішак · h5 білий король · d4 білий пішак · e4 чорний король · c3 білий пішак · d3 білий кінь · f3 чорний пішак · c2 білий слон · f2 білий пішак | a8 чорний слон · c8 білий кінь · e8 чорна тура · f8 чорний слон · d7 чорний пішак · a6 чорна тура · h6 чорний пішак · c5 білий пішак · d5 чорний пішак · f5 чорний пішак · h5 білий король · d4 білий пішак · e4 чорний король · c3 білий пішак · d3 білий кінь · f3 чорний пішак · c2 білий слон · f2 білий пішак | 8 |
| 7 | a8 чорний слон · c8 білий кінь · e8 чорна тура · f8 чорний слон · d7 чорний пішак · a6 чорна тура · h6 чорний пішак · c5 білий пішак · d5 чорний пішак · f5 чорний пішак · h5 білий король · d4 білий пішак · e4 чорний король · c3 білий пішак · d3 білий кінь · f3 чорний пішак · c2 білий слон · f2 білий пішак | a8 чорний слон · c8 білий кінь · e8 чорна тура · f8 чорний слон · d7 чорний пішак · a6 чорна тура · h6 чорний пішак · c5 білий пішак · d5 чорний пішак · f5 чорний пішак · h5 білий король · d4 білий пішак · e4 чорний король · c3 білий пішак · d3 білий кінь · f3 чорний пішак · c2 білий слон · f2 білий пішак | a8 чорний слон · c8 білий кінь · e8 чорна тура · f8 чорний слон · d7 чорний пішак · a6 чорна тура · h6 чорний пішак · c5 білий пішак · d5 чорний пішак · f5 чорний пішак · h5 білий король · d4 білий пішак · e4 чорний король · c3 білий пішак · d3 білий кінь · f3 чорний пішак · c2 білий слон · f2 білий пішак | a8 чорний слон · c8 білий кінь · e8 чорна тура · f8 чорний слон · d7 чорний пішак · a6 чорна тура · h6 чорний пішак · c5 білий пішак · d5 чорний пішак · f5 чорний пішак · h5 білий король · d4 білий пішак · e4 чорний король · c3 білий пішак · d3 білий кінь · f3 чорний пішак · c2 білий слон · f2 білий пішак | a8 чорний слон · c8 білий кінь · e8 чорна тура · f8 чорний слон · d7 чорний пішак · a6 чорна тура · h6 чорний пішак · c5 білий пішак · d5 чорний пішак · f5 чорний пішак · h5 білий король · d4 білий пішак · e4 чорний король · c3 білий пішак · d3 білий кінь · f3 чорний пішак · c2 білий слон · f2 білий пішак | a8 чорний слон · c8 білий кінь · e8 чорна тура · f8 чорний слон · d7 чорний пішак · a6 чорна тура · h6 чорний пішак · c5 білий пішак · d5 чорний пішак · f5 чорний пішак · h5 білий король · d4 білий пішак · e4 чорний король · c3 білий пішак · d3 білий кінь · f3 чорний пішак · c2 білий слон · f2 білий пішак | a8 чорний слон · c8 білий кінь · e8 чорна тура · f8 чорний слон · d7 чорний пішак · a6 чорна тура · h6 чорний пішак · c5 білий пішак · d5 чорний пішак · f5 чорний пішак · h5 білий король · d4 білий пішак · e4 чорний король · c3 білий пішак · d3 білий кінь · f3 чорний пішак · c2 білий слон · f2 білий пішак | a8 чорний слон · c8 білий кінь · e8 чорна тура · f8 чорний слон · d7 чорний пішак · a6 чорна тура · h6 чорний пішак · c5 білий пішак · d5 чорний пішак · f5 чорний пішак · h5 білий король · d4 білий пішак · e4 чорний король · c3 білий пішак · d3 білий кінь · f3 чорний пішак · c2 білий слон · f2 білий пішак | 7 |
| 6 | a8 чорний слон · c8 білий кінь · e8 чорна тура · f8 чорний слон · d7 чорний пішак · a6 чорна тура · h6 чорний пішак · c5 білий пішак · d5 чорний пішак · f5 чорний пішак · h5 білий король · d4 білий пішак · e4 чорний король · c3 білий пішак · d3 білий кінь · f3 чорний пішак · c2 білий слон · f2 білий пішак | a8 чорний слон · c8 білий кінь · e8 чорна тура · f8 чорний слон · d7 чорний пішак · a6 чорна тура · h6 чорний пішак · c5 білий пішак · d5 чорний пішак · f5 чорний пішак · h5 білий король · d4 білий пішак · e4 чорний король · c3 білий пішак · d3 білий кінь · f3 чорний пішак · c2 білий слон · f2 білий пішак | a8 чорний слон · c8 білий кінь · e8 чорна тура · f8 чорний слон · d7 чорний пішак · a6 чорна тура · h6 чорний пішак · c5 білий пішак · d5 чорний пішак · f5 чорний пішак · h5 білий король · d4 білий пішак · e4 чорний король · c3 білий пішак · d3 білий кінь · f3 чорний пішак · c2 білий слон · f2 білий пішак | a8 чорний слон · c8 білий кінь · e8 чорна тура · f8 чорний слон · d7 чорний пішак · a6 чорна тура · h6 чорний пішак · c5 білий пішак · d5 чорний пішак · f5 чорний пішак · h5 білий король · d4 білий пішак · e4 чорний король · c3 білий пішак · d3 білий кінь · f3 чорний пішак · c2 білий слон · f2 білий пішак | a8 чорний слон · c8 білий кінь · e8 чорна тура · f8 чорний слон · d7 чорний пішак · a6 чорна тура · h6 чорний пішак · c5 білий пішак · d5 чорний пішак · f5 чорний пішак · h5 білий король · d4 білий пішак · e4 чорний король · c3 білий пішак · d3 білий кінь · f3 чорний пішак · c2 білий слон · f2 білий пішак | a8 чорний слон · c8 білий кінь · e8 чорна тура · f8 чорний слон · d7 чорний пішак · a6 чорна тура · h6 чорний пішак · c5 білий пішак · d5 чорний пішак · f5 чорний пішак · h5 білий король · d4 білий пішак · e4 чорний король · c3 білий пішак · d3 білий кінь · f3 чорний пішак · c2 білий слон · f2 білий пішак | a8 чорний слон · c8 білий кінь · e8 чорна тура · f8 чорний слон · d7 чорний пішак · a6 чорна тура · h6 чорний пішак · c5 білий пішак · d5 чорний пішак · f5 чорний пішак · h5 білий король · d4 білий пішак · e4 чорний король · c3 білий пішак · d3 білий кінь · f3 чорний пішак · c2 білий слон · f2 білий пішак | a8 чорний слон · c8 білий кінь · e8 чорна тура · f8 чорний слон · d7 чорний пішак · a6 чорна тура · h6 чорний пішак · c5 білий пішак · d5 чорний пішак · f5 чорний пішак · h5 білий король · d4 білий пішак · e4 чорний король · c3 білий пішак · d3 білий кінь · f3 чорний пішак · c2 білий слон · f2 білий пішак | 6 |
| 5 | a8 чорний слон · c8 білий кінь · e8 чорна тура · f8 чорний слон · d7 чорний пішак · a6 чорна тура · h6 чорний пішак · c5 білий пішак · d5 чорний пішак · f5 чорний пішак · h5 білий король · d4 білий пішак · e4 чорний король · c3 білий пішак · d3 білий кінь · f3 чорний пішак · c2 білий слон · f2 білий пішак | a8 чорний слон · c8 білий кінь · e8 чорна тура · f8 чорний слон · d7 чорний пішак · a6 чорна тура · h6 чорний пішак · c5 білий пішак · d5 чорний пішак · f5 чорний пішак · h5 білий король · d4 білий пішак · e4 чорний король · c3 білий пішак · d3 білий кінь · f3 чорний пішак · c2 білий слон · f2 білий пішак | a8 чорний слон · c8 білий кінь · e8 чорна тура · f8 чорний слон · d7 чорний пішак · a6 чорна тура · h6 чорний пішак · c5 білий пішак · d5 чорний пішак · f5 чорний пішак · h5 білий король · d4 білий пішак · e4 чорний король · c3 білий пішак · d3 білий кінь · f3 чорний пішак · c2 білий слон · f2 білий пішак | a8 чорний слон · c8 білий кінь · e8 чорна тура · f8 чорний слон · d7 чорний пішак · a6 чорна тура · h6 чорний пішак · c5 білий пішак · d5 чорний пішак · f5 чорний пішак · h5 білий король · d4 білий пішак · e4 чорний король · c3 білий пішак · d3 білий кінь · f3 чорний пішак · c2 білий слон · f2 білий пішак | a8 чорний слон · c8 білий кінь · e8 чорна тура · f8 чорний слон · d7 чорний пішак · a6 чорна тура · h6 чорний пішак · c5 білий пішак · d5 чорний пішак · f5 чорний пішак · h5 білий король · d4 білий пішак · e4 чорний король · c3 білий пішак · d3 білий кінь · f3 чорний пішак · c2 білий слон · f2 білий пішак | a8 чорний слон · c8 білий кінь · e8 чорна тура · f8 чорний слон · d7 чорний пішак · a6 чорна тура · h6 чорний пішак · c5 білий пішак · d5 чорний пішак · f5 чорний пішак · h5 білий король · d4 білий пішак · e4 чорний король · c3 білий пішак · d3 білий кінь · f3 чорний пішак · c2 білий слон · f2 білий пішак | a8 чорний слон · c8 білий кінь · e8 чорна тура · f8 чорний слон · d7 чорний пішак · a6 чорна тура · h6 чорний пішак · c5 білий пішак · d5 чорний пішак · f5 чорний пішак · h5 білий король · d4 білий пішак · e4 чорний король · c3 білий пішак · d3 білий кінь · f3 чорний пішак · c2 білий слон · f2 білий пішак | a8 чорний слон · c8 білий кінь · e8 чорна тура · f8 чорний слон · d7 чорний пішак · a6 чорна тура · h6 чорний пішак · c5 білий пішак · d5 чорний пішак · f5 чорний пішак · h5 білий король · d4 білий пішак · e4 чорний король · c3 білий пішак · d3 білий кінь · f3 чорний пішак · c2 білий слон · f2 білий пішак | 5 |
| 4 | a8 чорний слон · c8 білий кінь · e8 чорна тура · f8 чорний слон · d7 чорний пішак · a6 чорна тура · h6 чорний пішак · c5 білий пішак · d5 чорний пішак · f5 чорний пішак · h5 білий король · d4 білий пішак · e4 чорний король · c3 білий пішак · d3 білий кінь · f3 чорний пішак · c2 білий слон · f2 білий пішак | a8 чорний слон · c8 білий кінь · e8 чорна тура · f8 чорний слон · d7 чорний пішак · a6 чорна тура · h6 чорний пішак · c5 білий пішак · d5 чорний пішак · f5 чорний пішак · h5 білий король · d4 білий пішак · e4 чорний король · c3 білий пішак · d3 білий кінь · f3 чорний пішак · c2 білий слон · f2 білий пішак | a8 чорний слон · c8 білий кінь · e8 чорна тура · f8 чорний слон · d7 чорний пішак · a6 чорна тура · h6 чорний пішак · c5 білий пішак · d5 чорний пішак · f5 чорний пішак · h5 білий король · d4 білий пішак · e4 чорний король · c3 білий пішак · d3 білий кінь · f3 чорний пішак · c2 білий слон · f2 білий пішак | a8 чорний слон · c8 білий кінь · e8 чорна тура · f8 чорний слон · d7 чорний пішак · a6 чорна тура · h6 чорний пішак · c5 білий пішак · d5 чорний пішак · f5 чорний пішак · h5 білий король · d4 білий пішак · e4 чорний король · c3 білий пішак · d3 білий кінь · f3 чорний пішак · c2 білий слон · f2 білий пішак | a8 чорний слон · c8 білий кінь · e8 чорна тура · f8 чорний слон · d7 чорний пішак · a6 чорна тура · h6 чорний пішак · c5 білий пішак · d5 чорний пішак · f5 чорний пішак · h5 білий король · d4 білий пішак · e4 чорний король · c3 білий пішак · d3 білий кінь · f3 чорний пішак · c2 білий слон · f2 білий пішак | a8 чорний слон · c8 білий кінь · e8 чорна тура · f8 чорний слон · d7 чорний пішак · a6 чорна тура · h6 чорний пішак · c5 білий пішак · d5 чорний пішак · f5 чорний пішак · h5 білий король · d4 білий пішак · e4 чорний король · c3 білий пішак · d3 білий кінь · f3 чорний пішак · c2 білий слон · f2 білий пішак | a8 чорний слон · c8 білий кінь · e8 чорна тура · f8 чорний слон · d7 чорний пішак · a6 чорна тура · h6 чорний пішак · c5 білий пішак · d5 чорний пішак · f5 чорний пішак · h5 білий король · d4 білий пішак · e4 чорний король · c3 білий пішак · d3 білий кінь · f3 чорний пішак · c2 білий слон · f2 білий пішак | a8 чорний слон · c8 білий кінь · e8 чорна тура · f8 чорний слон · d7 чорний пішак · a6 чорна тура · h6 чорний пішак · c5 білий пішак · d5 чорний пішак · f5 чорний пішак · h5 білий король · d4 білий пішак · e4 чорний король · c3 білий пішак · d3 білий кінь · f3 чорний пішак · c2 білий слон · f2 білий пішак | 4 |
| 3 | a8 чорний слон · c8 білий кінь · e8 чорна тура · f8 чорний слон · d7 чорний пішак · a6 чорна тура · h6 чорний пішак · c5 білий пішак · d5 чорний пішак · f5 чорний пішак · h5 білий король · d4 білий пішак · e4 чорний король · c3 білий пішак · d3 білий кінь · f3 чорний пішак · c2 білий слон · f2 білий пішак | a8 чорний слон · c8 білий кінь · e8 чорна тура · f8 чорний слон · d7 чорний пішак · a6 чорна тура · h6 чорний пішак · c5 білий пішак · d5 чорний пішак · f5 чорний пішак · h5 білий король · d4 білий пішак · e4 чорний король · c3 білий пішак · d3 білий кінь · f3 чорний пішак · c2 білий слон · f2 білий пішак | a8 чорний слон · c8 білий кінь · e8 чорна тура · f8 чорний слон · d7 чорний пішак · a6 чорна тура · h6 чорний пішак · c5 білий пішак · d5 чорний пішак · f5 чорний пішак · h5 білий король · d4 білий пішак · e4 чорний король · c3 білий пішак · d3 білий кінь · f3 чорний пішак · c2 білий слон · f2 білий пішак | a8 чорний слон · c8 білий кінь · e8 чорна тура · f8 чорний слон · d7 чорний пішак · a6 чорна тура · h6 чорний пішак · c5 білий пішак · d5 чорний пішак · f5 чорний пішак · h5 білий король · d4 білий пішак · e4 чорний король · c3 білий пішак · d3 білий кінь · f3 чорний пішак · c2 білий слон · f2 білий пішак | a8 чорний слон · c8 білий кінь · e8 чорна тура · f8 чорний слон · d7 чорний пішак · a6 чорна тура · h6 чорний пішак · c5 білий пішак · d5 чорний пішак · f5 чорний пішак · h5 білий король · d4 білий пішак · e4 чорний король · c3 білий пішак · d3 білий кінь · f3 чорний пішак · c2 білий слон · f2 білий пішак | a8 чорний слон · c8 білий кінь · e8 чорна тура · f8 чорний слон · d7 чорний пішак · a6 чорна тура · h6 чорний пішак · c5 білий пішак · d5 чорний пішак · f5 чорний пішак · h5 білий король · d4 білий пішак · e4 чорний король · c3 білий пішак · d3 білий кінь · f3 чорний пішак · c2 білий слон · f2 білий пішак | a8 чорний слон · c8 білий кінь · e8 чорна тура · f8 чорний слон · d7 чорний пішак · a6 чорна тура · h6 чорний пішак · c5 білий пішак · d5 чорний пішак · f5 чорний пішак · h5 білий король · d4 білий пішак · e4 чорний король · c3 білий пішак · d3 білий кінь · f3 чорний пішак · c2 білий слон · f2 білий пішак | a8 чорний слон · c8 білий кінь · e8 чорна тура · f8 чорний слон · d7 чорний пішак · a6 чорна тура · h6 чорний пішак · c5 білий пішак · d5 чорний пішак · f5 чорний пішак · h5 білий король · d4 білий пішак · e4 чорний король · c3 білий пішак · d3 білий кінь · f3 чорний пішак · c2 білий слон · f2 білий пішак | 3 |
| 2 | a8 чорний слон · c8 білий кінь · e8 чорна тура · f8 чорний слон · d7 чорний пішак · a6 чорна тура · h6 чорний пішак · c5 білий пішак · d5 чорний пішак · f5 чорний пішак · h5 білий король · d4 білий пішак · e4 чорний король · c3 білий пішак · d3 білий кінь · f3 чорний пішак · c2 білий слон · f2 білий пішак | a8 чорний слон · c8 білий кінь · e8 чорна тура · f8 чорний слон · d7 чорний пішак · a6 чорна тура · h6 чорний пішак · c5 білий пішак · d5 чорний пішак · f5 чорний пішак · h5 білий король · d4 білий пішак · e4 чорний король · c3 білий пішак · d3 білий кінь · f3 чорний пішак · c2 білий слон · f2 білий пішак | a8 чорний слон · c8 білий кінь · e8 чорна тура · f8 чорний слон · d7 чорний пішак · a6 чорна тура · h6 чорний пішак · c5 білий пішак · d5 чорний пішак · f5 чорний пішак · h5 білий король · d4 білий пішак · e4 чорний король · c3 білий пішак · d3 білий кінь · f3 чорний пішак · c2 білий слон · f2 білий пішак | a8 чорний слон · c8 білий кінь · e8 чорна тура · f8 чорний слон · d7 чорний пішак · a6 чорна тура · h6 чорний пішак · c5 білий пішак · d5 чорний пішак · f5 чорний пішак · h5 білий король · d4 білий пішак · e4 чорний король · c3 білий пішак · d3 білий кінь · f3 чорний пішак · c2 білий слон · f2 білий пішак | a8 чорний слон · c8 білий кінь · e8 чорна тура · f8 чорний слон · d7 чорний пішак · a6 чорна тура · h6 чорний пішак · c5 білий пішак · d5 чорний пішак · f5 чорний пішак · h5 білий король · d4 білий пішак · e4 чорний король · c3 білий пішак · d3 білий кінь · f3 чорний пішак · c2 білий слон · f2 білий пішак | a8 чорний слон · c8 білий кінь · e8 чорна тура · f8 чорний слон · d7 чорний пішак · a6 чорна тура · h6 чорний пішак · c5 білий пішак · d5 чорний пішак · f5 чорний пішак · h5 білий король · d4 білий пішак · e4 чорний король · c3 білий пішак · d3 білий кінь · f3 чорний пішак · c2 білий слон · f2 білий пішак | a8 чорний слон · c8 білий кінь · e8 чорна тура · f8 чорний слон · d7 чорний пішак · a6 чорна тура · h6 чорний пішак · c5 білий пішак · d5 чорний пішак · f5 чорний пішак · h5 білий король · d4 білий пішак · e4 чорний король · c3 білий пішак · d3 білий кінь · f3 чорний пішак · c2 білий слон · f2 білий пішак | a8 чорний слон · c8 білий кінь · e8 чорна тура · f8 чорний слон · d7 чорний пішак · a6 чорна тура · h6 чорний пішак · c5 білий пішак · d5 чорний пішак · f5 чорний пішак · h5 білий король · d4 білий пішак · e4 чорний король · c3 білий пішак · d3 білий кінь · f3 чорний пішак · c2 білий слон · f2 білий пішак | 2 |
| 1 | a8 чорний слон · c8 білий кінь · e8 чорна тура · f8 чорний слон · d7 чорний пішак · a6 чорна тура · h6 чорний пішак · c5 білий пішак · d5 чорний пішак · f5 чорний пішак · h5 білий король · d4 білий пішак · e4 чорний король · c3 білий пішак · d3 білий кінь · f3 чорний пішак · c2 білий слон · f2 білий пішак | a8 чорний слон · c8 білий кінь · e8 чорна тура · f8 чорний слон · d7 чорний пішак · a6 чорна тура · h6 чорний пішак · c5 білий пішак · d5 чорний пішак · f5 чорний пішак · h5 білий король · d4 білий пішак · e4 чорний король · c3 білий пішак · d3 білий кінь · f3 чорний пішак · c2 білий слон · f2 білий пішак | a8 чорний слон · c8 білий кінь · e8 чорна тура · f8 чорний слон · d7 чорний пішак · a6 чорна тура · h6 чорний пішак · c5 білий пішак · d5 чорний пішак · f5 чорний пішак · h5 білий король · d4 білий пішак · e4 чорний король · c3 білий пішак · d3 білий кінь · f3 чорний пішак · c2 білий слон · f2 білий пішак | a8 чорний слон · c8 білий кінь · e8 чорна тура · f8 чорний слон · d7 чорний пішак · a6 чорна тура · h6 чорний пішак · c5 білий пішак · d5 чорний пішак · f5 чорний пішак · h5 білий король · d4 білий пішак · e4 чорний король · c3 білий пішак · d3 білий кінь · f3 чорний пішак · c2 білий слон · f2 білий пішак | a8 чорний слон · c8 білий кінь · e8 чорна тура · f8 чорний слон · d7 чорний пішак · a6 чорна тура · h6 чорний пішак · c5 білий пішак · d5 чорний пішак · f5 чорний пішак · h5 білий король · d4 білий пішак · e4 чорний король · c3 білий пішак · d3 білий кінь · f3 чорний пішак · c2 білий слон · f2 білий пішак | a8 чорний слон · c8 білий кінь · e8 чорна тура · f8 чорний слон · d7 чорний пішак · a6 чорна тура · h6 чорний пішак · c5 білий пішак · d5 чорний пішак · f5 чорний пішак · h5 білий король · d4 білий пішак · e4 чорний король · c3 білий пішак · d3 білий кінь · f3 чорний пішак · c2 білий слон · f2 білий пішак | a8 чорний слон · c8 білий кінь · e8 чорна тура · f8 чорний слон · d7 чорний пішак · a6 чорна тура · h6 чорний пішак · c5 білий пішак · d5 чорний пішак · f5 чорний пішак · h5 білий король · d4 білий пішак · e4 чорний король · c3 білий пішак · d3 білий кінь · f3 чорний пішак · c2 білий слон · f2 білий пішак | a8 чорний слон · c8 білий кінь · e8 чорна тура · f8 чорний слон · d7 чорний пішак · a6 чорна тура · h6 чорний пішак · c5 білий пішак · d5 чорний пішак · f5 чорний пішак · h5 білий король · d4 білий пішак · e4 чорний король · c3 білий пішак · d3 білий кінь · f3 чорний пішак · c2 білий слон · f2 білий пішак | 1 |
|   | a | b | c | d | e | f | g | h |   |

FEN: b1N1rb2/3p4/r6p/2Pp1p1K/3Pk3/2PN1p2/2B2P2/8
1. Sb4+? Kf4 2. c6!? B:b4!
1. Se5+? Kf4 2. c6!? R:e5!
1. Se7! ~ 2. Sb4+ Kf4 3. Sg6#
1. ... R:e7 2. Sb4+! Kf4 3. c6! ~ 4. S:d5#
3. ... B:c6 4. Sd3+ Ke4 5. Se5+ Kf4 6. Sg6#
1. ... B:e7 2. Se5+! Kf4 3. c6! ~ 4. Sf6#
3. ... R:c6 4. Sd3+ Ke4 5. Sb4+ Kf4 6. S:d5#
Тема виражена двічі
|   | a | b | c | d | e | f | g | h |   |
| 8 | a8 чорна тура · g8 чорний слон · a7 чорний пішак · g7 білий слон · a6 білий король · b6 чорний пішак · c6 білий слон · e6 чорний пішак · a4 білий кінь · f3 чорний пішак · g3 чорний кінь · b2 біла тура · a1 чорний король · g1 чорний кінь · h1 чорний ферзь | a8 чорна тура · g8 чорний слон · a7 чорний пішак · g7 білий слон · a6 білий король · b6 чорний пішак · c6 білий слон · e6 чорний пішак · a4 білий кінь · f3 чорний пішак · g3 чорний кінь · b2 біла тура · a1 чорний король · g1 чорний кінь · h1 чорний ферзь | a8 чорна тура · g8 чорний слон · a7 чорний пішак · g7 білий слон · a6 білий король · b6 чорний пішак · c6 білий слон · e6 чорний пішак · a4 білий кінь · f3 чорний пішак · g3 чорний кінь · b2 біла тура · a1 чорний король · g1 чорний кінь · h1 чорний ферзь | a8 чорна тура · g8 чорний слон · a7 чорний пішак · g7 білий слон · a6 білий король · b6 чорний пішак · c6 білий слон · e6 чорний пішак · a4 білий кінь · f3 чорний пішак · g3 чорний кінь · b2 біла тура · a1 чорний король · g1 чорний кінь · h1 чорний ферзь | a8 чорна тура · g8 чорний слон · a7 чорний пішак · g7 білий слон · a6 білий король · b6 чорний пішак · c6 білий слон · e6 чорний пішак · a4 білий кінь · f3 чорний пішак · g3 чорний кінь · b2 біла тура · a1 чорний король · g1 чорний кінь · h1 чорний ферзь | a8 чорна тура · g8 чорний слон · a7 чорний пішак · g7 білий слон · a6 білий король · b6 чорний пішак · c6 білий слон · e6 чорний пішак · a4 білий кінь · f3 чорний пішак · g3 чорний кінь · b2 біла тура · a1 чорний король · g1 чорний кінь · h1 чорний ферзь | a8 чорна тура · g8 чорний слон · a7 чорний пішак · g7 білий слон · a6 білий король · b6 чорний пішак · c6 білий слон · e6 чорний пішак · a4 білий кінь · f3 чорний пішак · g3 чорний кінь · b2 біла тура · a1 чорний король · g1 чорний кінь · h1 чорний ферзь | a8 чорна тура · g8 чорний слон · a7 чорний пішак · g7 білий слон · a6 білий король · b6 чорний пішак · c6 білий слон · e6 чорний пішак · a4 білий кінь · f3 чорний пішак · g3 чорний кінь · b2 біла тура · a1 чорний король · g1 чорний кінь · h1 чорний ферзь | 8 |
| 7 | a8 чорна тура · g8 чорний слон · a7 чорний пішак · g7 білий слон · a6 білий король · b6 чорний пішак · c6 білий слон · e6 чорний пішак · a4 білий кінь · f3 чорний пішак · g3 чорний кінь · b2 біла тура · a1 чорний король · g1 чорний кінь · h1 чорний ферзь | a8 чорна тура · g8 чорний слон · a7 чорний пішак · g7 білий слон · a6 білий король · b6 чорний пішак · c6 білий слон · e6 чорний пішак · a4 білий кінь · f3 чорний пішак · g3 чорний кінь · b2 біла тура · a1 чорний король · g1 чорний кінь · h1 чорний ферзь | a8 чорна тура · g8 чорний слон · a7 чорний пішак · g7 білий слон · a6 білий король · b6 чорний пішак · c6 білий слон · e6 чорний пішак · a4 білий кінь · f3 чорний пішак · g3 чорний кінь · b2 біла тура · a1 чорний король · g1 чорний кінь · h1 чорний ферзь | a8 чорна тура · g8 чорний слон · a7 чорний пішак · g7 білий слон · a6 білий король · b6 чорний пішак · c6 білий слон · e6 чорний пішак · a4 білий кінь · f3 чорний пішак · g3 чорний кінь · b2 біла тура · a1 чорний король · g1 чорний кінь · h1 чорний ферзь | a8 чорна тура · g8 чорний слон · a7 чорний пішак · g7 білий слон · a6 білий король · b6 чорний пішак · c6 білий слон · e6 чорний пішак · a4 білий кінь · f3 чорний пішак · g3 чорний кінь · b2 біла тура · a1 чорний король · g1 чорний кінь · h1 чорний ферзь | a8 чорна тура · g8 чорний слон · a7 чорний пішак · g7 білий слон · a6 білий король · b6 чорний пішак · c6 білий слон · e6 чорний пішак · a4 білий кінь · f3 чорний пішак · g3 чорний кінь · b2 біла тура · a1 чорний король · g1 чорний кінь · h1 чорний ферзь | a8 чорна тура · g8 чорний слон · a7 чорний пішак · g7 білий слон · a6 білий король · b6 чорний пішак · c6 білий слон · e6 чорний пішак · a4 білий кінь · f3 чорний пішак · g3 чорний кінь · b2 біла тура · a1 чорний король · g1 чорний кінь · h1 чорний ферзь | a8 чорна тура · g8 чорний слон · a7 чорний пішак · g7 білий слон · a6 білий король · b6 чорний пішак · c6 білий слон · e6 чорний пішак · a4 білий кінь · f3 чорний пішак · g3 чорний кінь · b2 біла тура · a1 чорний король · g1 чорний кінь · h1 чорний ферзь | 7 |
| 6 | a8 чорна тура · g8 чорний слон · a7 чорний пішак · g7 білий слон · a6 білий король · b6 чорний пішак · c6 білий слон · e6 чорний пішак · a4 білий кінь · f3 чорний пішак · g3 чорний кінь · b2 біла тура · a1 чорний король · g1 чорний кінь · h1 чорний ферзь | a8 чорна тура · g8 чорний слон · a7 чорний пішак · g7 білий слон · a6 білий король · b6 чорний пішак · c6 білий слон · e6 чорний пішак · a4 білий кінь · f3 чорний пішак · g3 чорний кінь · b2 біла тура · a1 чорний король · g1 чорний кінь · h1 чорний ферзь | a8 чорна тура · g8 чорний слон · a7 чорний пішак · g7 білий слон · a6 білий король · b6 чорний пішак · c6 білий слон · e6 чорний пішак · a4 білий кінь · f3 чорний пішак · g3 чорний кінь · b2 біла тура · a1 чорний король · g1 чорний кінь · h1 чорний ферзь | a8 чорна тура · g8 чорний слон · a7 чорний пішак · g7 білий слон · a6 білий король · b6 чорний пішак · c6 білий слон · e6 чорний пішак · a4 білий кінь · f3 чорний пішак · g3 чорний кінь · b2 біла тура · a1 чорний король · g1 чорний кінь · h1 чорний ферзь | a8 чорна тура · g8 чорний слон · a7 чорний пішак · g7 білий слон · a6 білий король · b6 чорний пішак · c6 білий слон · e6 чорний пішак · a4 білий кінь · f3 чорний пішак · g3 чорний кінь · b2 біла тура · a1 чорний король · g1 чорний кінь · h1 чорний ферзь | a8 чорна тура · g8 чорний слон · a7 чорний пішак · g7 білий слон · a6 білий король · b6 чорний пішак · c6 білий слон · e6 чорний пішак · a4 білий кінь · f3 чорний пішак · g3 чорний кінь · b2 біла тура · a1 чорний король · g1 чорний кінь · h1 чорний ферзь | a8 чорна тура · g8 чорний слон · a7 чорний пішак · g7 білий слон · a6 білий король · b6 чорний пішак · c6 білий слон · e6 чорний пішак · a4 білий кінь · f3 чорний пішак · g3 чорний кінь · b2 біла тура · a1 чорний король · g1 чорний кінь · h1 чорний ферзь | a8 чорна тура · g8 чорний слон · a7 чорний пішак · g7 білий слон · a6 білий король · b6 чорний пішак · c6 білий слон · e6 чорний пішак · a4 білий кінь · f3 чорний пішак · g3 чорний кінь · b2 біла тура · a1 чорний король · g1 чорний кінь · h1 чорний ферзь | 6 |
| 5 | a8 чорна тура · g8 чорний слон · a7 чорний пішак · g7 білий слон · a6 білий король · b6 чорний пішак · c6 білий слон · e6 чорний пішак · a4 білий кінь · f3 чорний пішак · g3 чорний кінь · b2 біла тура · a1 чорний король · g1 чорний кінь · h1 чорний ферзь | a8 чорна тура · g8 чорний слон · a7 чорний пішак · g7 білий слон · a6 білий король · b6 чорний пішак · c6 білий слон · e6 чорний пішак · a4 білий кінь · f3 чорний пішак · g3 чорний кінь · b2 біла тура · a1 чорний король · g1 чорний кінь · h1 чорний ферзь | a8 чорна тура · g8 чорний слон · a7 чорний пішак · g7 білий слон · a6 білий король · b6 чорний пішак · c6 білий слон · e6 чорний пішак · a4 білий кінь · f3 чорний пішак · g3 чорний кінь · b2 біла тура · a1 чорний король · g1 чорний кінь · h1 чорний ферзь | a8 чорна тура · g8 чорний слон · a7 чорний пішак · g7 білий слон · a6 білий король · b6 чорний пішак · c6 білий слон · e6 чорний пішак · a4 білий кінь · f3 чорний пішак · g3 чорний кінь · b2 біла тура · a1 чорний король · g1 чорний кінь · h1 чорний ферзь | a8 чорна тура · g8 чорний слон · a7 чорний пішак · g7 білий слон · a6 білий король · b6 чорний пішак · c6 білий слон · e6 чорний пішак · a4 білий кінь · f3 чорний пішак · g3 чорний кінь · b2 біла тура · a1 чорний король · g1 чорний кінь · h1 чорний ферзь | a8 чорна тура · g8 чорний слон · a7 чорний пішак · g7 білий слон · a6 білий король · b6 чорний пішак · c6 білий слон · e6 чорний пішак · a4 білий кінь · f3 чорний пішак · g3 чорний кінь · b2 біла тура · a1 чорний король · g1 чорний кінь · h1 чорний ферзь | a8 чорна тура · g8 чорний слон · a7 чорний пішак · g7 білий слон · a6 білий король · b6 чорний пішак · c6 білий слон · e6 чорний пішак · a4 білий кінь · f3 чорний пішак · g3 чорний кінь · b2 біла тура · a1 чорний король · g1 чорний кінь · h1 чорний ферзь | a8 чорна тура · g8 чорний слон · a7 чорний пішак · g7 білий слон · a6 білий король · b6 чорний пішак · c6 білий слон · e6 чорний пішак · a4 білий кінь · f3 чорний пішак · g3 чорний кінь · b2 біла тура · a1 чорний король · g1 чорний кінь · h1 чорний ферзь | 5 |
| 4 | a8 чорна тура · g8 чорний слон · a7 чорний пішак · g7 білий слон · a6 білий король · b6 чорний пішак · c6 білий слон · e6 чорний пішак · a4 білий кінь · f3 чорний пішак · g3 чорний кінь · b2 біла тура · a1 чорний король · g1 чорний кінь · h1 чорний ферзь | a8 чорна тура · g8 чорний слон · a7 чорний пішак · g7 білий слон · a6 білий король · b6 чорний пішак · c6 білий слон · e6 чорний пішак · a4 білий кінь · f3 чорний пішак · g3 чорний кінь · b2 біла тура · a1 чорний король · g1 чорний кінь · h1 чорний ферзь | a8 чорна тура · g8 чорний слон · a7 чорний пішак · g7 білий слон · a6 білий король · b6 чорний пішак · c6 білий слон · e6 чорний пішак · a4 білий кінь · f3 чорний пішак · g3 чорний кінь · b2 біла тура · a1 чорний король · g1 чорний кінь · h1 чорний ферзь | a8 чорна тура · g8 чорний слон · a7 чорний пішак · g7 білий слон · a6 білий король · b6 чорний пішак · c6 білий слон · e6 чорний пішак · a4 білий кінь · f3 чорний пішак · g3 чорний кінь · b2 біла тура · a1 чорний король · g1 чорний кінь · h1 чорний ферзь | a8 чорна тура · g8 чорний слон · a7 чорний пішак · g7 білий слон · a6 білий король · b6 чорний пішак · c6 білий слон · e6 чорний пішак · a4 білий кінь · f3 чорний пішак · g3 чорний кінь · b2 біла тура · a1 чорний король · g1 чорний кінь · h1 чорний ферзь | a8 чорна тура · g8 чорний слон · a7 чорний пішак · g7 білий слон · a6 білий король · b6 чорний пішак · c6 білий слон · e6 чорний пішак · a4 білий кінь · f3 чорний пішак · g3 чорний кінь · b2 біла тура · a1 чорний король · g1 чорний кінь · h1 чорний ферзь | a8 чорна тура · g8 чорний слон · a7 чорний пішак · g7 білий слон · a6 білий король · b6 чорний пішак · c6 білий слон · e6 чорний пішак · a4 білий кінь · f3 чорний пішак · g3 чорний кінь · b2 біла тура · a1 чорний король · g1 чорний кінь · h1 чорний ферзь | a8 чорна тура · g8 чорний слон · a7 чорний пішак · g7 білий слон · a6 білий король · b6 чорний пішак · c6 білий слон · e6 чорний пішак · a4 білий кінь · f3 чорний пішак · g3 чорний кінь · b2 біла тура · a1 чорний король · g1 чорний кінь · h1 чорний ферзь | 4 |
| 3 | a8 чорна тура · g8 чорний слон · a7 чорний пішак · g7 білий слон · a6 білий король · b6 чорний пішак · c6 білий слон · e6 чорний пішак · a4 білий кінь · f3 чорний пішак · g3 чорний кінь · b2 біла тура · a1 чорний король · g1 чорний кінь · h1 чорний ферзь | a8 чорна тура · g8 чорний слон · a7 чорний пішак · g7 білий слон · a6 білий король · b6 чорний пішак · c6 білий слон · e6 чорний пішак · a4 білий кінь · f3 чорний пішак · g3 чорний кінь · b2 біла тура · a1 чорний король · g1 чорний кінь · h1 чорний ферзь | a8 чорна тура · g8 чорний слон · a7 чорний пішак · g7 білий слон · a6 білий король · b6 чорний пішак · c6 білий слон · e6 чорний пішак · a4 білий кінь · f3 чорний пішак · g3 чорний кінь · b2 біла тура · a1 чорний король · g1 чорний кінь · h1 чорний ферзь | a8 чорна тура · g8 чорний слон · a7 чорний пішак · g7 білий слон · a6 білий король · b6 чорний пішак · c6 білий слон · e6 чорний пішак · a4 білий кінь · f3 чорний пішак · g3 чорний кінь · b2 біла тура · a1 чорний король · g1 чорний кінь · h1 чорний ферзь | a8 чорна тура · g8 чорний слон · a7 чорний пішак · g7 білий слон · a6 білий король · b6 чорний пішак · c6 білий слон · e6 чорний пішак · a4 білий кінь · f3 чорний пішак · g3 чорний кінь · b2 біла тура · a1 чорний король · g1 чорний кінь · h1 чорний ферзь | a8 чорна тура · g8 чорний слон · a7 чорний пішак · g7 білий слон · a6 білий король · b6 чорний пішак · c6 білий слон · e6 чорний пішак · a4 білий кінь · f3 чорний пішак · g3 чорний кінь · b2 біла тура · a1 чорний король · g1 чорний кінь · h1 чорний ферзь | a8 чорна тура · g8 чорний слон · a7 чорний пішак · g7 білий слон · a6 білий король · b6 чорний пішак · c6 білий слон · e6 чорний пішак · a4 білий кінь · f3 чорний пішак · g3 чорний кінь · b2 біла тура · a1 чорний король · g1 чорний кінь · h1 чорний ферзь | a8 чорна тура · g8 чорний слон · a7 чорний пішак · g7 білий слон · a6 білий король · b6 чорний пішак · c6 білий слон · e6 чорний пішак · a4 білий кінь · f3 чорний пішак · g3 чорний кінь · b2 біла тура · a1 чорний король · g1 чорний кінь · h1 чорний ферзь | 3 |
| 2 | a8 чорна тура · g8 чорний слон · a7 чорний пішак · g7 білий слон · a6 білий король · b6 чорний пішак · c6 білий слон · e6 чорний пішак · a4 білий кінь · f3 чорний пішак · g3 чорний кінь · b2 біла тура · a1 чорний король · g1 чорний кінь · h1 чорний ферзь | a8 чорна тура · g8 чорний слон · a7 чорний пішак · g7 білий слон · a6 білий король · b6 чорний пішак · c6 білий слон · e6 чорний пішак · a4 білий кінь · f3 чорний пішак · g3 чорний кінь · b2 біла тура · a1 чорний король · g1 чорний кінь · h1 чорний ферзь | a8 чорна тура · g8 чорний слон · a7 чорний пішак · g7 білий слон · a6 білий король · b6 чорний пішак · c6 білий слон · e6 чорний пішак · a4 білий кінь · f3 чорний пішак · g3 чорний кінь · b2 біла тура · a1 чорний король · g1 чорний кінь · h1 чорний ферзь | a8 чорна тура · g8 чорний слон · a7 чорний пішак · g7 білий слон · a6 білий король · b6 чорний пішак · c6 білий слон · e6 чорний пішак · a4 білий кінь · f3 чорний пішак · g3 чорний кінь · b2 біла тура · a1 чорний король · g1 чорний кінь · h1 чорний ферзь | a8 чорна тура · g8 чорний слон · a7 чорний пішак · g7 білий слон · a6 білий король · b6 чорний пішак · c6 білий слон · e6 чорний пішак · a4 білий кінь · f3 чорний пішак · g3 чорний кінь · b2 біла тура · a1 чорний король · g1 чорний кінь · h1 чорний ферзь | a8 чорна тура · g8 чорний слон · a7 чорний пішак · g7 білий слон · a6 білий король · b6 чорний пішак · c6 білий слон · e6 чорний пішак · a4 білий кінь · f3 чорний пішак · g3 чорний кінь · b2 біла тура · a1 чорний король · g1 чорний кінь · h1 чорний ферзь | a8 чорна тура · g8 чорний слон · a7 чорний пішак · g7 білий слон · a6 білий король · b6 чорний пішак · c6 білий слон · e6 чорний пішак · a4 білий кінь · f3 чорний пішак · g3 чорний кінь · b2 біла тура · a1 чорний король · g1 чорний кінь · h1 чорний ферзь | a8 чорна тура · g8 чорний слон · a7 чорний пішак · g7 білий слон · a6 білий король · b6 чорний пішак · c6 білий слон · e6 чорний пішак · a4 білий кінь · f3 чорний пішак · g3 чорний кінь · b2 біла тура · a1 чорний король · g1 чорний кінь · h1 чорний ферзь | 2 |
| 1 | a8 чорна тура · g8 чорний слон · a7 чорний пішак · g7 білий слон · a6 білий король · b6 чорний пішак · c6 білий слон · e6 чорний пішак · a4 білий кінь · f3 чорний пішак · g3 чорний кінь · b2 біла тура · a1 чорний король · g1 чорний кінь · h1 чорний ферзь | a8 чорна тура · g8 чорний слон · a7 чорний пішак · g7 білий слон · a6 білий король · b6 чорний пішак · c6 білий слон · e6 чорний пішак · a4 білий кінь · f3 чорний пішак · g3 чорний кінь · b2 біла тура · a1 чорний король · g1 чорний кінь · h1 чорний ферзь | a8 чорна тура · g8 чорний слон · a7 чорний пішак · g7 білий слон · a6 білий король · b6 чорний пішак · c6 білий слон · e6 чорний пішак · a4 білий кінь · f3 чорний пішак · g3 чорний кінь · b2 біла тура · a1 чорний король · g1 чорний кінь · h1 чорний ферзь | a8 чорна тура · g8 чорний слон · a7 чорний пішак · g7 білий слон · a6 білий король · b6 чорний пішак · c6 білий слон · e6 чорний пішак · a4 білий кінь · f3 чорний пішак · g3 чорний кінь · b2 біла тура · a1 чорний король · g1 чорний кінь · h1 чорний ферзь | a8 чорна тура · g8 чорний слон · a7 чорний пішак · g7 білий слон · a6 білий король · b6 чорний пішак · c6 білий слон · e6 чорний пішак · a4 білий кінь · f3 чорний пішак · g3 чорний кінь · b2 біла тура · a1 чорний король · g1 чорний кінь · h1 чорний ферзь | a8 чорна тура · g8 чорний слон · a7 чорний пішак · g7 білий слон · a6 білий король · b6 чорний пішак · c6 білий слон · e6 чорний пішак · a4 білий кінь · f3 чорний пішак · g3 чорний кінь · b2 біла тура · a1 чорний король · g1 чорний кінь · h1 чорний ферзь | a8 чорна тура · g8 чорний слон · a7 чорний пішак · g7 білий слон · a6 білий король · b6 чорний пішак · c6 білий слон · e6 чорний пішак · a4 білий кінь · f3 чорний пішак · g3 чорний кінь · b2 біла тура · a1 чорний король · g1 чорний кінь · h1 чорний ферзь | a8 чорна тура · g8 чорний слон · a7 чорний пішак · g7 білий слон · a6 білий король · b6 чорний пішак · c6 білий слон · e6 чорний пішак · a4 білий кінь · f3 чорний пішак · g3 чорний кінь · b2 біла тура · a1 чорний король · g1 чорний кінь · h1 чорний ферзь | 1 |
|   | a | b | c | d | e | f | g | h |   |

1. Ld5! ~ 2. Tb~
1. ...       ed   2. Th2+  d4   3. L:d4+ Kb1 4. Tb2+! Ka1
5. T:b6+ Ka2 6. Sc3+  Ka3 7. Lc5#